# Stade de baseball Fukushima Azuma
 (avril 2025).
Si vous disposez d'ouvrages ou d'articles de référence ou si vous connaissez des sites web de qualité traitant du thème abordé ici, merci de compléter l'article en donnant les références utiles à sa vérifiabilité et en les liant à la section « Notes et références ».
Le Stade de baseball Fukushima Azuma (en japonais : 福島県営あづま球場) est un stade de baseball et de softball situé à Fukushima dans la préfecture de Fukushima au Japon.
D'une capacité de 30 000 places, il a été retenu pour accueillir une partie des rencontres des tournois de baseball et de softball lors des Jeux olympiques d'été de 2020.